# Campionati austriaci di sci alpino 1989
I Campionati austriaci di sci alpino 1989 si svolsero a Bad Kleinkirchheim, Mallnitz, Tux e Zell am Ziller dal 3 febbraio al 1º aprile; furono assegnati i titoli di discesa libera, supergigante, slalom gigante, slalom speciale e combinata, sia maschili sia femminili.

## Risultati

### Uomini

#### Discesa libera
| Pos. | Atleta               | Nazione |
| ---- | -------------------- | ------- |
| 1    | Peter Wirnsberger II | Austria |
| 2    | Stephan Eberharter   | Austria |
| 3    | Willibald Zechner    | Austria |

Località: Mallnitz

Data: 3 febbraio

#### Supergigante
| Pos. | Atleta             | Nazione |
| ---- | ------------------ | ------- |
| 1    | Helmut Mayer       | Austria |
| 2    | Hubert Strolz      | Austria |
| 3    | Stephan Eberharter | Austria |

Località: Tux

Data: 1º aprile

#### Slalom gigante
| Pos. | Atleta              | Nazione |
| ---- | ------------------- | ------- |
| 1    | Alexander Hödlmoser | Austria |
| 2    | Johann Hofer        | Austria |
| 3    | Stephan Eberharter  | Austria |

Località: Mallnitz

Data: 17 marzo

#### Slalom speciale
| Pos. | Atleta              | Nazione |
| ---- | ------------------- | ------- |
| 1    | Rudolf Nierlich     | Austria |
| 2    | Thomas Tönig        | Austria |
| 3    | Alexander Hödlmoser | Austria |

Località: Bad Kleinkirchheim

Data: 18 marzo

#### Combinata
| Pos. | Atleta               | Nazione |
| ---- | -------------------- | ------- |
| 1    | Peter Wirnsberger II | Austria |
| 2    | Alexander Hödlmoser  | Austria |
| 3    | Wolfgang Erharter    | Austria |

Località: Bad Kleinkirchheim, Mallnitz

Data: 3 febbraio-18 marzo

Classifica stilata attraverso i piazzamenti ottenuti
in discesa libera, slalom gigante e slalom speciale

### Donne

#### Discesa libera
| Pos. | Atleta              | Nazione |
| ---- | ------------------- | ------- |
| 1    | Katharina Gutensohn | Austria |
| 2    | Ingrid Stöckl       | Austria |
| 3    | Marika Daxer        | Austria |

Località: Mallnitz

Data: 3 febbraio

#### Supergigante
| Pos. | Atleta            | Nazione |
| ---- | ----------------- | ------- |
| 1    | Petra Kronberger  | Austria |
| 2    | Sigrid Wolf       | Austria |
| 3    | Stefanie Schuster | Austria |

Località: Tux

Data: 1º aprile

#### Slalom gigante
| Pos. | Atleta             | Nazione |
| ---- | ------------------ | ------- |
| 1    | Petra Kronberger   | Austria |
| 2    | Ingrid Salvenmoser | Austria |
| 3    | Manuela Umele      | Austria |

Località: Zell am Ziller

Data: 29 marzo

#### Slalom speciale
| Pos. | Atleta             | Nazione |
| ---- | ------------------ | ------- |
| 1    | Karin Buder        | Austria |
| 2    | Ingrid Salvenmoser | Austria |
| 3    | Claudia Strobl     | Austria |

Località: Bad Kleinkirchheim

Data: 17 marzo

#### Combinata
| Pos. | Atleta            | Nazione |
| ---- | ----------------- | ------- |
| 1    | Ingrid Stöckl     | Austria |
| 2    | Sabine Ginther    | Austria |
| 3    | Stefanie Schuster | Austria |

Località: Bad Kleinkirchheim, Mallnitz, Zell am Ziller

Data: 3 febbraio-29 marzo

Classifica stilata attraverso i piazzamenti ottenuti
in discesa libera, slalom gigante e slalom speciale